# HJN
HJN fue la primera estación de radio en Colombia, administrada y operada por el Estado a través del Ministerio de Educación. HJN transmitió entre 1929 y 1937. Es la predecesora de la Radio Nacional de Colombia y la inspiración de otras estaciones de radio nacionales como lo fue La voz de Barranquilla.

## Historia
En 1915, durante el gobierno de José Vicente Concha, el país había comenzado a generar un sistema de comunicación inalámbrica que incluía los servicios de radiotelegrafía de la empresa Marconi Wireless Co., que se había instalado previamente en el país durante el gobierno del general Pedro Nel Ospina.
En 1928 Enrique Olaya Herrera tuvo la iniciativa de solicitarle al presidente una radio nacional; deseo que cumpliría en septiembre del siguiente año. Una de las razones por las que Olaya tuvo esta iniciativa, fue el retraso tecnológico en que se veía envuelto Colombia en comparación a otros países del continente americano, como lo es Estados Unidos, que desde 1920 tenía una estaciones radiofónicas. En 1929 llegaron al país los primeros equipos de onda larga 1Kw de la empresa Telefunken, que habían sido pedidos por el país cuatro años antes. esto le dio el paso a la eventual apertura de HJN. 
Durante el gobierno de Miguel Abadía Méndez se dio un gran impulso a la primera emisora del Estado, que se llamó HJN, dependiente directamente de la Biblioteca Nacional y que tuvo como su primer director a Daniel Samper Ortega , quien descubrió unos equipos de radio que se encontraban abandonados en Puente Aranda y decidió emprender el proyecto con el aval del Gobierno. Al estudiar la capacidad de los equipos, Samper se dio cuenta de que se trataban de dos tipos de transmisores distintos: un HKX, destinado para la telegrafía, y un HJN, que servía para dos tareas, el servicio telegráfico y la radiodifusión. Es decir, que este último aparato cumplía con dos trabajos que correspondían a dos ministerios, Educación y Correos y Telégrafos (hoy en día Ministerio de Tecnologías de la Información y las Comunicaciones), lo cual era muy complicado y nada práctico. Así, propuso la separación del HJN con la idea de que cada ministerio tuviese un control sobre su respectiva área.
Samper decidió pedir el traslado del equipo de radiodifusión a la Biblioteca Nacional, ubicada en ese momento donde se encuentra actualmente el Museo de Arte Colonial. Las antenas transmisoras se instalaron en el Capitolio Nacional, con extensiones al Palacio de Nariño y al Teatro Colón, para realizar transmisiones en directo de los conciertos.
HJN fue inaugurada el 5 de septiembre de 1929 por el ministro José Jesús García, con una serie de discursos y música a cargo de Alejandro Wills y Pedro Morales Pino que fue escuchado por medio de parlantes instalados por el Gobierno. En 1932, Daniel Samper Ortega, su gestor, fue nombrado director ad honorem, cargo que desempeñó al mismo tiempo como director de la Biblioteca Nacional.
Como primer director, Samper planteó programación en vivo para la estación. Trabajó junto con el historiador Guillermo Hernández de Alba quien fue nombrado como Jefe del Servicio de Radiodifusión Cultural desde el lanzamiento de la emisora hasta el año 1933. Se transmitieron los conciertos del Teatro Colón, la Escuela de Bellas Artes, las conferencias de la Academia Colombiana de Historia y del club Rotario. Además, Samper contactó a varios artistas, científicos e intelectuales para que colaboraran con la nueva programación.
Durante los diez primeros meses de funcionamiento, la estación transmitió 105 conferencias educativas y culturales, 75 de ellas de temas agrícolas, ya que gran parte de los usuarios de estos programas provenían de las «bibliotecas aldeanas», impulsadas por la Biblioteca Nacional. Paralelamente, se realizaron efemérides culturales, las cuales se hicieron durante muchos años. En total, la emisora presentó noticias sobre la obra de 345 compositores de la música clásica nacional.
En 1932, durante los primeros años del Gobierno de Enrique Olaya Herrera, ocurrió la guerra contra Perú. Samper Ortega informó sobre el conflicto con relatos de las noticias de los periódicos sobre los sucesos bélicos, de fuentes estatales y emisoras de radio extranjeras.
La estación cerró en noviembre de 1937 durante la primera administración de Alfonso López Pumarejo debido a razones técnicas y financieras. Esto marca el camino para que posteriormente, en 1940, comenzara emisiones la Radio Nacional de Colombia.